# スチグマート
スチグマート（独:Stigmat ）とは、光学系の収差補正状況を示す言葉の一つで、球面収差とコマ収差と非点収差を解消していることを言う。
像面は平面とは限らないが、画角が狭ければ充分に満足な画像が得られる。代表的な光学系としてはシュミット式望遠鏡、ジョセフ・マキシミリアン・ペッツヴァールの人像用レンズがある。